# Tour de France 1993
Die 80. Tour de France fand vom 3. bis 25. Juli 1993 statt und führte dabei auf 20 Etappen über 3714 km. Es nahmen 180 Rennfahrer an der Rundfahrt teil, von denen 136 klassifiziert wurden.

## Rennverlauf
1993 gewann Miguel Indurain seine dritte Tour de France in Folge. Seine klare Dominanz sollte er schon beim Prolog unter Beweis stellen, den er gewann und sofort das Gelbe Trikot trug. Sein größter Konkurrent Tony Rominger sollte bereits beim Mannschaftszeitfahren auf der 4. Etappe entscheidenden Boden verlieren. Romingers gesamte Mannschaft Clas handelte sich zu einem schlechten Zeitfahrergebnis noch eine Zeitstrafe ein, da ein Fahrer sich unerlaubt vom Mannschaftswagen ziehen ließ.
Beim Einzelzeitfahren auf der 9. Etappe musste der jetzt in der Gesamtwertung weit hinten liegende Rominger sehr früh starten, es regnete in Strömen. Im Laufe der Zeit ließ der Regen nach, die Strecke trocknete ab und der als einer der letzten Fahrer gestartete Indurain fuhr bei strahlendem Sonnenschein zu einem ungefährdeten Sieg. Rominger hatte sich zwar trotz des Regens deutlich verbessert, in der Gesamtwertung lag er jedoch aussichtslos hinten. Er konnte im weiteren Verlauf zwei Alpenetappen und das letzte Zeitfahren gewinnen, Indurains Gesamtsieg war nicht in Gefahr. Lance Armstrong feierte in Verdun seinen ersten Etappensieg.

## Etappen
| Etappen    | Tag      | Start – Ziel                      | km         | Etappensieger              | Gelbes Trikot     |
| ---------- | -------- | --------------------------------- | ---------- | -------------------------- | ----------------- |
| Prolog     | 3. Juli  | Puy du Fou                        | 06,8 (EZF) | Miguel Indurain            | Miguel Indurain   |
| 1. Etappe  | 4. Juli  | Luçon – Les Sables-d’Olonne       | 215        | Mario Cipollini            | Miguel Indurain   |
| 2. Etappe  | 5. Juli  | Les Sables-d’Olonne – Vannes      | 227,5      | Wilfried Nelissen          | Wilfried Nelissen |
| 3. Etappe  | 6. Juli  | Vannes – Dinard                   | 189,5      | Dschamolidin Abduschaparow | Wilfried Nelissen |
| 4. Etappe  | 7. Juli  | Dinard – Avranches                | 081 (MZF)  | GB-MG Maglificio           | Mario Cipollini   |
| 5. Etappe  | 8. Juli  | Avranches – Évreux                | 225,5      | Jesper Skibby              | Wilfried Nelissen |
| 6. Etappe  | 9. Juli  | Évreux – Amiens                   | 158        | Johan Bruyneel             | Mario Cipollini   |
| 7. Etappe  | 10. Juli | Péronne – Chalons-sur-Marne       | 199        | Bjarne Riis                | Johan Museeuw     |
| 8. Etappe  | 11. Juli | Chalons-sur-Marne – Verdun        | 184,5      | Lance Armstrong            | Johan Museeuw     |
| 9. Etappe  | 12. Juli | Lac de Madine – Lac de Madine     | 059 (EZF)  | Miguel Indurain            | Miguel Indurain   |
| Ruhetag    |          |                                   |            |                            |                   |
| 10. Etappe | 14. Juli | Villard-de-Lans – Serre Chevalier | 203        | Tony Rominger              | Miguel Indurain   |
| 11. Etappe | 15. Juli | Serre Chevalier – Isola 2000      | 179        | Tony Rominger              | Miguel Indurain   |
| 12. Etappe | 16. Juli | Isola – Marseille                 | 286,5      | Fabio Roscioli             | Miguel Indurain   |
| 13. Etappe | 17. Juli | Marseille – Montpellier           | 181,5      | Olaf Ludwig                | Miguel Indurain   |
| 14. Etappe | 18. Juli | Montpellier – Perpignan           | 223        | Pascal Lino                | Miguel Indurain   |
| Ruhetag    |          |                                   |            |                            |                   |
| 15. Etappe | 20. Juli | Perpignan – La Massana (AND)      | 231,5      | Oliverio Rincón            | Miguel Indurain   |
| 16. Etappe | 21. Juli | Andorra (AND) – Saint-Lary-Soulan | 230        | Zenon Jaskuła              | Miguel Indurain   |
| 17. Etappe | 22. Juli | Tarbes – Pau                      | 190        | Claudio Chiappucci         | Miguel Indurain   |
| 18. Etappe | 23. Juli | Orthez – Bordeaux                 | 199,5      | Dschamolidin Abduschaparow | Miguel Indurain   |
| 19. Etappe | 24. Juli | Brétigny-sur-Orge – Montlhéry     | 048 (EZF)  | Tony Rominger              | Miguel Indurain   |
| 20. Etappe | 25. Juli | Viry-Châtillon – Paris            | 196,5      | Dschamolidin Abduschaparow | Miguel Indurain   |

## Ergebnisse

### Gesamtwertung
| \| Gesamtwertung \| Gesamtwertung \| Gesamtwertung \| Gesamtwertung \| Gesamtwertung \| \| Fahrer \| Fahrer \| Land \| Team \| Zeit \| \| ------------- \| ---------------------- \| ---------------------- \| ----------------------------- \| ---------------- \| \| 1. \| Miguel Indurain \| Spanien \| Banesto \| 95 h 57 min 09 s \| \| 2. \| Tony Rominger \| Schweiz \| CLAS-Cajastur \| + 4 min 59 s \| \| 3. \| Zenon Jaskuła \| Polen \| GB-MG Boys Maglificio-Bianchi \| + 5 min 48 s \| \| 4. \| Álvaro Mejía \| Kolumbien \| Motorola \| + 7 min 29 s \| \| 5. \| Bjarne Riis \| Dänemark \| Ariostea \| + 16 min 26 s \| \| 6. \| Claudio Chiappucci \| Italien \| Carrera Jeans-Tassoni \| + 17 min 18 s \| \| 7. \| Johan Bruyneel \| Belgien \| ONCE \| + 18 min 04 s \| \| 8. \| Andrew Hampsten \| Vereinigte Staaten \| Motorola \| + 20 min 14 s \| \| 9. \| Pedro Delgado \| Spanien \| Banesto \| + 23 min 57 s \| \| 10. \| Wladimir Pulnikow \| Ukraine \| Carrera Jeans-Tassoni \| + 25 min 29 s \| \| 11. \| Gianni Faresin \| Italien \| ZG Mobili \| + 29 min 05 s \| \| 12. \| Antonio Martín Velasco \| Spanien \| Amaya Seguros \| + 29 min 51 s \| \| 13. \| Stephen Roche \| Irland \| Carrera Jeans-Tassoni \| + 29 min 53 s \| \| 14. \| Roberto Conti \| Italien \| Ariostea \| + 30 min 05 s \| \| 15. \| Jean-Philippe Dojwa \| Frankreich \| Festina-Lotus \| + 30 min 24 s \| \| 16. \| Oliverio Rincón \| Kolumbien \| Amaya Seguros \| + 33 min 19 s \| \| 17. \| Alberto Elli \| Italien \| Ariostea \| + 33 min 29 s \| \| 18. \| Jon Unzaga \| Spanien \| CLAS-Cajastur \| + 38 min 09 s \| \| 19. \| Richard Virenque \| Frankreich \| Festina-Lotus \| + 38 min 12 s \| \| 20. \| Gianni Bugno \| Italien \| Gatorade \| + 40 min 08 s \| \| 21. \| Franco Vona \| Italien \| GB-MG Boys Maglificio-Bianchi \| + 40 min 39 s \| \| 22. \| Laurent Madouas \| Frankreich \| Castorama \| + 41 min 26 s \| \| 23. \| Federico Echave \| Spanien \| CLAS-Cajastur \| + 42 min 25 s \| \| 24. \| Robert Millar \| Vereinigtes Königreich \| TVM-Bison Kit \| + 44 min 20 s \| \| 25. \| Udo Bölts \| Deutschland \| Telekom-Merckx \| + 44 min 35 s \| |                        |                        |                               |                  |
| |                        |                        |                               |                  |
| Quelle: ProCyclingStats |                        |                        |                               |                  |
| Gesamtwertung |                        |                        |                               |                  |
| Fahrer | Fahrer                 | Land                   | Team                          | Zeit             |
| 1. | Miguel Indurain        | Spanien                | Banesto                       | 95 h 57 min 09 s |
| 2. | Tony Rominger          | Schweiz                | CLAS-Cajastur                 | + 4 min 59 s     |
| 3. | Zenon Jaskuła          | Polen                  | GB-MG Boys Maglificio-Bianchi | + 5 min 48 s     |
| 4. | Álvaro Mejía           | Kolumbien              | Motorola                      | + 7 min 29 s     |
| 5. | Bjarne Riis            | Dänemark               | Ariostea                      | + 16 min 26 s    |
| 6. | Claudio Chiappucci     | Italien                | Carrera Jeans-Tassoni         | + 17 min 18 s    |
| 7. | Johan Bruyneel         | Belgien                | ONCE                          | + 18 min 04 s    |
| 8. | Andrew Hampsten        | Vereinigte Staaten     | Motorola                      | + 20 min 14 s    |
| 9. | Pedro Delgado          | Spanien                | Banesto                       | + 23 min 57 s    |
| 10. | Wladimir Pulnikow      | Ukraine                | Carrera Jeans-Tassoni         | + 25 min 29 s    |
| 11. | Gianni Faresin         | Italien                | ZG Mobili                     | + 29 min 05 s    |
| 12. | Antonio Martín Velasco | Spanien                | Amaya Seguros                 | + 29 min 51 s    |
| 13. | Stephen Roche          | Irland                 | Carrera Jeans-Tassoni         | + 29 min 53 s    |
| 14. | Roberto Conti          | Italien                | Ariostea                      | + 30 min 05 s    |
| 15. | Jean-Philippe Dojwa    | Frankreich             | Festina-Lotus                 | + 30 min 24 s    |
| 16. | Oliverio Rincón        | Kolumbien              | Amaya Seguros                 | + 33 min 19 s    |
| 17. | Alberto Elli           | Italien                | Ariostea                      | + 33 min 29 s    |
| 18. | Jon Unzaga             | Spanien                | CLAS-Cajastur                 | + 38 min 09 s    |
| 19. | Richard Virenque       | Frankreich             | Festina-Lotus                 | + 38 min 12 s    |
| 20. | Gianni Bugno           | Italien                | Gatorade                      | + 40 min 08 s    |
| 21. | Franco Vona            | Italien                | GB-MG Boys Maglificio-Bianchi | + 40 min 39 s    |
| 22. | Laurent Madouas        | Frankreich             | Castorama                     | + 41 min 26 s    |
| 23. | Federico Echave        | Spanien                | CLAS-Cajastur                 | + 42 min 25 s    |
| 24. | Robert Millar          | Vereinigtes Königreich | TVM-Bison Kit                 | + 44 min 20 s    |
| 25. | Udo Bölts              | Deutschland            | Telekom-Merckx                | + 44 min 35 s    |

### Punktewertung
| Punktewertung | Punktewertung              | Punktewertung | Punktewertung | Punktewertung |
| Fahrer        | Fahrer                     | Land          | Team          | Punkte        |
| ------------- | -------------------------- | ------------- | ------------- | ------------- |
| 1.            | Dschamolidin Abduschaparow | Usbekistan    | Lampre-Polti  | 298 P.        |

### Bergwertung
| Bergwertung | Bergwertung   | Bergwertung | Bergwertung   | Bergwertung |
| Fahrer      | Fahrer        | Land        | Team          | Punkte      |
| ----------- | ------------- | ----------- | ------------- | ----------- |
| 1.          | Tony Rominger | Schweiz     | CLAS-Cajastur | 449 P.      |

### Nachwuchswertung
| Nachwuchswertung | Nachwuchswertung       | Nachwuchswertung | Nachwuchswertung | Nachwuchswertung |
| Fahrer           | Fahrer                 | Land             | Team             | Zeit             |
| ---------------- | ---------------------- | ---------------- | ---------------- | ---------------- |
| 1.               | Antonio Martín Velasco | Spanien          | Amaya Seguros    | 96 h 27 min 00 s |

### Mannschaftswertung
| Mannschaftswertung | Mannschaftswertung    | Mannschaftswertung | Mannschaftswertung |
| Team               | Team                  | Land               | Zeit               |
| ------------------ | --------------------- | ------------------ | ------------------ |
| 1.                 | Carrera Jeans-Tassoni | Italien            | 288 h 09 min 53 s  |

### Kämpferischster Fahrer
| Kämpferischster Fahrer | Kämpferischster Fahrer | Kämpferischster Fahrer | Kämpferischster Fahrer | Kämpferischster Fahrer |
| Fahrer                 | Fahrer                 | Land                   | Team                   | Punkte                 |
| ---------------------- | ---------------------- | ---------------------- | ---------------------- | ---------------------- |
| 1.                     | Massimo Ghirotto       | Italien                | ZG Mobili              | 34 P.                  |

## Teams und Fahrer
| Nr. | Land       | Name                  | Platz |
| --- | ---------- | --------------------- | ----- |
| 1   | Spanien    | Miguel Indurain       | 1     |
| 2   | Spanien    | Marino Alonso         | 72    |
| 3   | Frankreich | Jean-François Bernard | 49    |
| 4   | Spanien    | Pedro Delgado         | 9     |
| 5   | Spanien    | Aitor Garmendia       | NA 6. |
| 6   | Spanien    | Julián Gorospe        | 74    |
| 7   | Spanien    | Prudencio Indurain    | 126   |
| 8   | Frankreich | Gérard Rué            | 46    |
| 9   | Spanien    | José Ramón Uriarte    | 94    |

| Nr. | Land     | Name               | Platz |
| --- | -------- | ------------------ | ----- |
| 11  | Italien  | Claudio Chiappucci | 6     |
| 12  | Italien  | Marco Artunghi     | A 11. |
| 13  | Italien  | Mario Chiesa       | 92    |
| 14  | Ukraine  | Wolodymyr Pulnikow | 10    |
| 15  | Irland   | Stephen Roche      | 13    |
| 16  | Italien  | Fabio Roscioli     | 85    |
| 17  | Italien  | Remo Rossi         | ZÜ 4. |
| 18  | Danemark | Rolf Sørensen      | 70    |
| 19  | Italien  | Andrea Tafi        | 128   |

| Nr. | Land       | Name             | Platz  |
| --- | ---------- | ---------------- | ------ |
| 21  | Italien    | Gianni Bugno     | 20     |
| 22  | Italien    | Bruno Boscardin  | A 11.  |
| 23  | Italien    | Giovanni Fidanza | 125    |
| 24  | Frankreich | Laurent Fignon   | A 11.  |
| 25  | Italien    | Andrea Peron     | NA 11. |
| 26  | Kolumbien  | Abelardo Rondón  | A 16.  |
| 27  | Italien    | Mario Scirea     | 120    |
| 28  | Italien    | Valerio Tebaldi  | A 13.  |
| 29  | Italien    | Stefano Zanatta  | 104    |

| Nr. | Land                   | Name                | Platz  |
| --- | ---------------------- | ------------------- | ------ |
| 31  | Vereinigte Staaten     | Andrew Hampsten     | 8      |
| 32  | Australien             | Phil Anderson       | 84     |
| 33  | Vereinigte Staaten     | Frankie Andreu      | 89     |
| 34  | Vereinigte Staaten     | Lance Armstrong     | NA 12. |
| 35  | Kanada                 | Steve Bauer         | 101    |
| 36  | Belgien                | Michel Dernies      | 116    |
| 37  | Kolumbien              | Álvaro Mejía        | 4      |
| 38  | Italien                | Maximilian Sciandri | 71     |
| 39  | Vereinigtes Konigreich | Sean Yates          | 88     |

| Nr. | Land        | Name                   | Platz  |
| --- | ----------- | ---------------------- | ------ |
| 41  | Frankreich  | Pascal Lino            | 43     |
| 42  | Frankreich  | Jean-Philippe Dojwa    | 15     |
| 43  | Spanien     | Ramón González Arrieta | 32     |
| 44  | Niederlande | Gert Jakobs            | 127    |
| 45  | Frankreich  | Thierry Marie          | NA 13. |
| 46  | Niederlande | Steven Rooks           | ZÜ 2.  |
| 47  | Niederlande | Jean-Paul van Poppel   | A 10.  |
| 48  | Belgien     | Michel Vermote         | 113    |
| 49  | Frankreich  | Richard Virenque       | 19     |

| Nr. | Land        | Name                   | Platz  |
| --- | ----------- | ---------------------- | ------ |
| 51  | Niederlande | Erik Breukink          | NA 17. |
| 52  | Belgien     | Johan Bruyneel         | 7      |
| 53  | Spanien     | Herminio Díaz Zabala   | 102    |
| 54  | Frankreich  | Laurent Jalabert       | A 17.  |
| 55  | Spanien     | Alberto Leanizbarrutia | A 14.  |
| 56  | Frankreich  | Philippe Louviot       | 64     |
| 57  | Spanien     | Miguel Martínez        | 58     |
| 58  | Australien  | Neil Stephens          | A 13.  |
| 59  | Schweiz     | Alex Zülle             | 41     |

| Nr. | Land           | Name               | Platz |
| --- | -------------- | ------------------ | ----- |
| 61  | Italien        | Giancarlo Perini   | 29    |
| 62  | Italien        | Giuseppe Citterio  | A 2.  |
| 63  | Italien        | Stefano Colage     | 60    |
| 64  | Italien        | Gianni Faresin     | 11    |
| 65  | Italien        | Massimo Ghirotto   | 33    |
| 66  | Italien        | Mario Mantovan     | A 7.  |
| 67  | Kolumbien      | Nelson Rodríguez   | 100   |
| 68  | Venezuela 1954 | Leonardo Sierra    | 34    |
| 69  | Niederlande    | John van den Akker | 80    |

| Nr. | Land        | Name           | Platz |
| --- | ----------- | -------------- | ----- |
| 71  | Deutschland | Olaf Ludwig    | A 15. |
| 72  | Deutschland | Rolf Aldag     | 56    |
| 73  | Deutschland | Gerd Audehm    | 99    |
| 74  | Deutschland | Udo Bölts      | 25    |
| 75  | Deutschland | Christian Henn | 87    |
| 76  | Deutschland | Jens Heppner   | 62    |
| 77  | Danemark    | Brian Holm     | 77    |
| 78  | Deutschland | Mario Kummer   | 111   |
| 79  | Deutschland | Uwe Raab       | 98    |

| Nr. | Land       | Name             | Platz  |
| --- | ---------- | ---------------- | ------ |
| 81  | Italien    | Franco Ballerini | 61     |
| 82  | Belgien    | Carlo Bomans     | ZÜ 11. |
| 83  | Italien    | Mario Cipollini  | ZÜ 11. |
| 84  | Polen      | Zenon Jaskuła    | 3      |
| 85  | Belgien    | Johan Museeuw    | 50     |
| 86  | Belgien    | Wilfried Peeters | 86     |
| 87  | Frankreich | Laurent Pillon   | 66     |
| 88  | Italien    | Flavio Vanzella  | 51     |
| 89  | Italien    | Franco Vona      | 21     |

| Nr. | Land       | Name                    | Platz  |
| --- | ---------- | ----------------------- | ------ |
| 91  | Frankreich | Éric Boyer              | 63     |
| 92  | Frankreich | Christophe Capelle      | 115    |
| 93  | Frankreich | Philippe Casado         | 123    |
| 94  | Frankreich | Thierry Claveyrolat     | 28     |
| 95  | Frankreich | Jean-Claude Colotti     | 133    |
| 96  | Frankreich | Gilbert Duclos-Lassalle | ZÜ 11. |
| 97  | Frankreich | Pascal Lance            | 68     |
| 98  | Frankreich | François Lemarchand     | 59     |
| 99  | Frankreich | Francis Moreau          | A 15.  |

| Nr. | Land                   | Name               | Platz |
| --- | ---------------------- | ------------------ | ----- |
| 101 | Vereinigtes Konigreich | Robert Millar      | 24    |
| 102 | Belgien                | Johan Capiot       | A 11. |
| 103 | Niederlande            | Gerrit de Vries    | 55    |
| 104 | Niederlande            | Maarten den Bakker | 91    |
| 105 | Danemark               | Bo Hamburger       | 31    |
| 106 | Norwegen               | Dag Otto Lauritzen | 90    |
| 107 | Niederlande            | Danny Nelissen     | 130   |
| 108 | Danemark               | Jesper Skibby      | 53    |
| 109 | Niederlande            | John Talen         | 122   |

| Nr. | Land          | Name                 | Platz |
| --- | ------------- | -------------------- | ----- |
| 111 | Frankreich    | Charly Mottet        | 40    |
| 112 | Niederlande   | Eddy Bouwmans        | 45    |
| 113 | Frankreich    | Bruno Cornillet      | 48    |
| 114 | Russland 1991 | Wjatscheslaw Jekimow | 35    |
| 115 | Belgien       | Wilfried Nelissen    | A 11. |
| 116 | Belgien       | Guy Nulens           | 67    |
| 117 | Frankreich    | Ronan Pensec         | 47    |
| 118 | Belgien       | Marc Sergeant        | 69    |
| 119 | Russland 1991 | Dmitri Schdanow      | 39    |

| Nr. | Land       | Name                | Platz |
| --- | ---------- | ------------------- | ----- |
| 121 | Frankreich | Dominique Arnould   | 81    |
| 122 | Frankreich | Thierry Bourguignon | 36    |
| 123 | Frankreich | Laurent Brochard    | 44    |
| 124 | Frankreich | Laurent Desbiens    | 109   |
| 125 | Frankreich | Jacky Durand        | 121   |
| 126 | Schweiz    | Fabian Jeker        | 79    |
| 127 | Frankreich | Laurent Madouas     | 22    |
| 128 | Frankreich | Jean-Cyril Robin    | A 11. |
| 129 | Frankreich | François Simon      | 57    |

| Nr. | Land    | Name                     | Platz |
| --- | ------- | ------------------------ | ----- |
| 131 | Schweiz | Tony Rominger            | 2     |
| 132 | Spanien | Federico Echave          | 23    |
| 133 | Spanien | Fernando Escartín        | 30    |
| 134 | Spanien | Iñaki Gastón             | 78    |
| 135 | Spanien | Arsenio Gonzalez         | NA 3. |
| 136 | Spanien | Francisco Javier Mauleón | 26    |
| 137 | Schweiz | Jörg Müller              | 52    |
| 138 | Spanien | Abraham Olano            | A 2.  |
| 139 | Spanien | Jon Unzaga               | 18    |

| Nr. | Land        | Name                | Platz |
| --- | ----------- | ------------------- | ----- |
| 141 | Mexiko      | Raúl Alcalá         | 27    |
| 142 | Frankreich  | Yvon Ledanois       | A 12. |
| 143 | Niederlande | Frans Maassen       | 106   |
| 144 | Frankreich  | Frédéric Moncassin  | 112   |
| 145 | Niederlande | Rob Mulders         | 135   |
| 146 | Niederlande | Jelle Nijdam        | 129   |
| 147 | Schweiz     | Dieter Runkel       | 131   |
| 148 | Belgien     | Edwig Van Hooydonck | 137   |
| 149 | Belgien     | Eric Vanderaerden   | A 8.  |

| Nr. | Land        | Name                   | Platz  |
| --- | ----------- | ---------------------- | ------ |
| 151 | Spanien     | Melchor Mauri          | ZÜ 11. |
| 152 | Niederlande | Tom Cordes             | 118    |
| 153 | Spanien     | Laudelino Cubino       | 42     |
| 154 | Spanien     | Antonio Martín Velasco | 12     |
| 155 | Spanien     | Juan-Carlos Martin     | 82     |
| 156 | Spanien     | Jesús Montoya          | 117    |
| 157 | Spanien     | Javier Murguialday     | 95     |
| 158 | Danemark    | Per Pedersen           | NA 15. |
| 159 | Kolumbien   | Oliverio Rincón        | 16     |

| Nr. | Land     | Name                      | Platz  |
| --- | -------- | ------------------------- | ------ |
| 161 | Italien  | Davide Cassani            | 105    |
| 162 | Italien  | Bruno Cenghialta          | 38     |
| 163 | Italien  | Roberto Conti             | 14     |
| 164 | Italien  | Alberto Elli              | 17     |
| 165 | Italien  | Andrea Ferrigato          | NA 13. |
| 166 | Schweiz  | Rolf Järmann              | 54     |
| 167 | Italien  | Michele Paletti           | A 10.  |
| 168 | Danemark | Bjarne Riis               | 5      |
| 169 | Italien  | Mauro-Antonio Santaromita | 65     |

| Nr. | Land      | Name            | Platz  |
| --- | --------- | --------------- | ------ |
| 171 | Belgien   | Jan Nevens      | ZÜ 11. |
| 172 | Belgien   | Serge Baguet    | 110    |
| 173 | Belgien   | Peter De Clercq | 132    |
| 174 | Belgien   | Peter Farazijn  | 136    |
| 175 | Belgien   | Herman Frison   | 114    |
| 176 | Brasilien | Luc Roosen      | 83     |
| 17  | Belgien   | Jim Van de Laer | A 15.  |
| 178 | Belgien   | Rik Van Slycke  | A 11.  |
| 179 | Belgien   | Marc Wauters    | 107    |

| Nr. | Land       | Name                       | Platz |
| --- | ---------- | -------------------------- | ----- |
| 181 | Usbekistan | Dschamolidin Abduschaparow | 76    |
| 182 | Italien    | Gianluca Bortolami         | 73    |
| 183 | Italien    | Davide Bramati             | 96    |
| 184 | Italien    | Stefano Cortinovis         | ZÜ 7. |
| 185 | Italien    | Marco Lietti               | A 11. |
| 186 | Ukraine    | Serhij Uschakow            | 97    |
| 187 | Polen      | Zbigniew Spruch            | A 10. |
| 188 | Tschechien | Ján Svorada                | A 14. |
| 189 | Polen      | Marek Szerszyński          | A 10. |

| Nr. | Land       | Name                 | Platz  |
| --- | ---------- | -------------------- | ------ |
| 191 | Frankreich | Éric Caritoux        | 37     |
| 192 | Frankreich | Laurent Biondi       | 103    |
| 193 | Frankreich | Jean-Pierre Bourgeot | 124    |
| 194 | Frankreich | Pascal Chanteur      | 75     |
| 195 | Frankreich | Jean-Pierre Delphis  | 108    |
| 196 | Frankreich | Patrice Esnault      | 119    |
| 197 | Estland    | Jaan Kirsipuu        | ZÜ 10. |
| 198 | Kasachstan | Oleg Koslitin        | ZÜ 11. |
| 199 | Frankreich | Franck Pineau        | 93     |

A: Aufgabe während der Etappe, NA: nicht zur Etappe angetreten, S: suspendiert/ausgeschlossen, ZÜ: Zeitüberschreitung